# سابينا باباييفا
سابينا باباييفا (مواليد 2 ديسمبر 1979) هي مغنية أذربيجانية، مثلت أذربيجان في مسابقة الأغنية الأوروبية 2012.

## روابط خارجية
- سابينا باباييفا على موقع IMDb (الإنجليزية)
- سابينا باباييفا على موقع ميوزك برينز (الإنجليزية)
- سابينا باباييفا على موقع أول ميوزيك (الإنجليزية)
- سابينا باباييفا على موقع ديسكوغز (الإنجليزية)
- سابينا باباييفا على موقع قاعدة بيانات الفيلم (الإنجليزية)